# Doliocarpus paucinervius
Doliocarpus paucinervius är en tvåhjärtbladig växtart som beskrevs av Kubitzki. Doliocarpus paucinervius ingår i släktet Doliocarpus och familjen Dilleniaceae. Inga underarter finns listade i Catalogue of Life.